# Davey Moore (pugile 1933)
Davey Moore, nato come David S. Moore, (Lexington, 1º novembre 1933 – Los Angeles, 25 marzo 1963), è stato un pugile statunitense, attivo fra il 1953 ed il 1963, divenuto campione del mondo dei pesi piuma. Egli fu uno dei due pugili professionisti a portare il nome di Davey Moore (l'altro combatté negli anni 1980). Moore, nel corso della sua carriera, vinse 59 incontri, ne perse 7, ne pareggiò 1 ed ottenne un no contest. Degli incontri vinti, 30 vittorie le ottenne per knockout.

## Biografia
Moore debuttò al professionismo l'11 maggio 1953, all'età di diciannove anni, battendo Willie Reece ai punti in sei riprese. Combatté otto volte in quell'anno ottenendo sei vittorie, una sconfitta ed un pareggio. Dall'inizio della carriera al 1956 Moore combatté ventinove volte, vincendo 22 incontri, perdendone cinque, pareggiandone uno, oltre ad un no contest. Dal suo incontro del 10 aprile 1957 contro Gil Cadilli, Moore vinse diciotto combattimenti di fila, perdendo al diciannovesimo contro Carlos Hernández, il 17 marzo 1960, per KOT.
Il 14 marzo 1960, vinse un match contro Bob Gassey alla prima ripresa, a seguito di un KO che costò a Gassey la perdita di tutti i denti meno due. Fu durante questo periodo, il 18 marzo 1959, che Moore vinse il titolo mondiale dei pesi piuma contro Hogan "Kid" Bassey. Moore mantenne il titolo per il resto della sua carriera, difendendolo con successo cinque volte, e perdendolo poi contro Sugar Ramos il 21 marzo 1963. 

### 1960
Nel 1960 si recò due volte in Venezuela, vincendo un incontro per knockout contro Sergio Caprari, mentre l'altro lo perse per knockout alla settima ripresa contro Carlos Hernández, interrompendo una serie di diciotto vittorie di fila. Combatté poi tre volte in Messico e conservò il suo titolo a Tokyo, battendo Kazuo Takayama ai punti in 15 riprese.

### 1961
Nel 1961 fece un giro in Europa combattendo a Parigi, Madrid e Roma. Mantenne il titolo battendo, per knockout al primo round, Danny Valdez e vinse altri tre incontri in Messico prima di tornare a Tokyo per battere Takayama, ancora una volta ai punti in 15 round, difendendo vittoriosamente il suo titolo mondiale.

### 1962

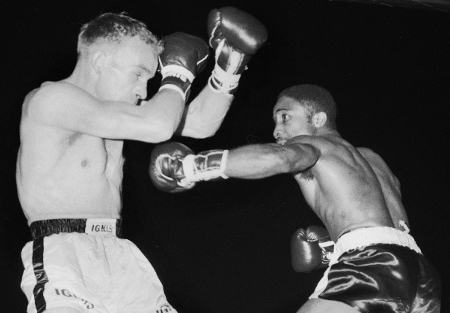
Davey Moore (a destra) nell'incontro per il titolo dei pesi piuma contro Olli Mäki (a sinistra) allo stadio olimpico di Helsinki il 17 agosto 1962

Nel 1962 vinse quattro incontri e tornò poi in Europa per difendere il titolo contro il finlandese Olli Mäki, battuto in due riprese in Finlandia.

### 1963
Moore disputò due incontri, vincendone uno e perdendo il secondo contro Sugar Ramos. Successivamente alla sconfitta Moore morì per i danni al cervello inflittigli dal suo avversario.

### L'ultimo combattimento
Moore avrebbe dovuto incontrare il messicano Sugar Ramos nel luglio del 1962 al Dodger Stadium ma, a causa di una pioggia torrenziale che investì Los Angeles la sera dell'incontro, il combattimento venne spostato al 21 marzo 1963. L'incontro venne trasmesso dalla televisione nazionale. L'atmosfera nello stadio era elettrica per l'attesa, il suono dei tamburi conga riempiva l'aria e gran parte della folla tifava per Ramos, messicani venuti ad incoraggiare il loro connazionale. Entrambi i combattenti furono devastanti e scossero il loro avversario di frequente. Nel decimo round Ramos scagliò un potente gancio destro alla testa di Moore, mandandolo a cadere all'indietro sulla corda inferiore del ring che colpì con la nuca procurandosi danni irreparabili al tronco encefalico.
Perse l'incontro per KO, ma fu in grado di dare una lucida intervista prima di lasciare il ring. Nello spogliatoio cadde in un coma da cui non si sarebbe mai ripreso, morendo alcuni giorni dopo, il 25 marzo 1963. In quell'epoca vi erano già delle discussioni in corso sulla liceità del pugilato a causa della morte di Benny "Kid" Paret avvenuta un anno prima, e la morte di Moore vide emergere un dibattito sui pericoli della boxe e la possibilità di vietare questo sport negli Stati Uniti.

## Eventi correlati
- Bob Dylan scrisse una canzone sull'evento ponendo l'accento sulla responsabilità pubblica. Era intitolata Who Killed Davey Moore, canzone che venne cantata anche da Pete Seeger. Phil Ochs scrisse una canzone dal titolo Davey Moore [1] che narrava la storia della morte di Davey Moore e dava la colpa ai manager del pugile, agli organizzatori ed al pubblico.
- Una cover della canzone di Dylan in francese venne realizzata da Graeme Allwright con la canzone Qui a tué Davy Moore?.
- Il gruppo musicale BoomBox inserì Who Killed Davey Moore nel suo album del 2005, Visions of Backbeat. Questa versione è molto differente rispetto all'originale di Dylan, avendo integrato ritmi ed elementi musicali di funk e hip hop.